# Mille parole
Mille parole è un singolo del cantautore italiano AKA 7even, pubblicato il 28 marzo 2021 come quarto estratto dal primo album in studio eponimo.

## Tracce
Testi e musiche di Fiodor Fogliato, Gianvito Vizzi, Luca Bortoli, Luca Marzano e Max Elias Kleinschmidt.
1. Mille parole – 2:39